# Round (canción)
«Round» es la décima canción del primer álbum de los Jethro Tull, This Was.
Es un breve tema instrumental que cerraba el álbum en su versión original. En nuevas reediciones se incorporarían al mismo diversos bonus tracks.

## Intérpretes
- Ian Anderson: flauta, armónica, claghorn y piano.
- Mick Abrahams: guitarra y guitarra de 9 cuerdas.
- Clive Bunker: batería, hooter, charm bracelet y percusión.
- Glenn Cornick: bajo.